# Kamienica przy Rynku 35 we Wrocławiu
Kamienica przy Rynku 35 – kamienica na wrocławskim rynku, na jego wschodniej pierzei, na tzw. stronie Zielonej Trzciny (niem. Grüne-Rohr-Seite) lub Zielonej Rury(według Mateusza Golińskiego ta część pierzei nosiła nazwę "Pod Podcieniami Kapeluszników").

## Historia i architektura kamienicy

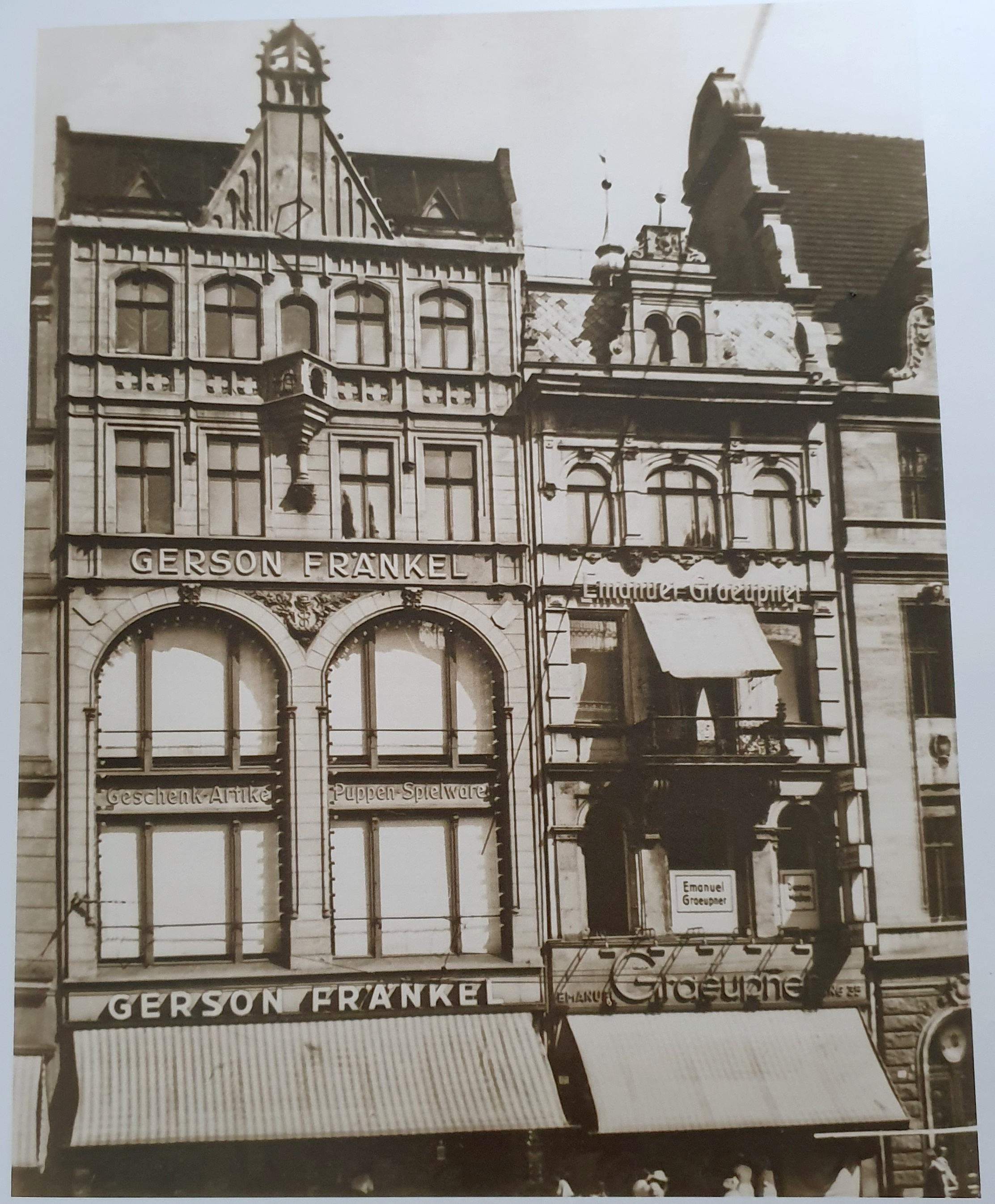
Kamienica nr 35 (po prawej stronie) w latach 1905-1920

Pierwszy budynek na parceli nr 35 powstał w średniowieczu. Była to kamienica szczytowa o dwutraktowym planie. Pod koniec XVI wieku kamienica została przebudowana: nadano jej wówczas czterokondygnacyjną fasadę z dwukondygnacyjnym szczytem otoczonym wolutami. Od strony dziedzińca powstała wówczas galeria. Pod koniec XVIII wieku budynek ponownie został przebudowany. W części parterowej wprowadzono trzytraktowy układ planu, ze schodami w trakcie środkowym; na fasadzie, poniżej gzymsu wieńczącego, pojawił się girlandowy fryz.
W 1886 roku kamienica została rozebrana, a w jej miejsce wzniesiono nowy budynek o funkcji handlowej. Jego projektantem był Paul Aust. Kamienica miała cztery kondygnacje i przykryta była kalenicowym dachem. Fasada była trzyosiowa, zakończona mocno widocznym gzymsem, nad którym, w części środkowej, umieszczono neorenesansową lukarnę. W tej samej osi na trzeciej kondygnacji znajdował się balkon. Na przestrzeni pierwszych dwóch dekad XX wieku, w kamienicy swój sklep posiadała firma "Emanuel Graeupner" oraz "Damenmoden".

## Po II wojnie światowej
W wyniku działań wojennych w 1945 roku, kamienica uległa częściowemu zniszczeniu. Po jej odbudowie kamienica otrzymała bardzo uproszczoną fasadę z jednakowymi, prostokątnymi oknami. Nad gzymsem znajdował się szczyt w stylu barokowym. Pod koniec lat 90. XX właścicielem kamienicy został wrocławski biznesmen Adam Piskozub. W latach 1999–2000 kamienica została poddana gruntownemu remontowi i częściowej przebudowie. Nad pracami czuwał architekt Józef Cempa. Fasada kamienicy została zmieniona, przywrócono jej wygląd sprzed 1886 roku, przywrócono balkon na trzeciej kondygnacji i wprowadzono nigdy wcześniej nieistniejący balkon na drugiej kondygnacji. Okna otoczone zostały opaskami, a nad nimi umieszczono gzymsy nadokienne. Od strony podwórza dodano dwukondygnacyjną przybudówkę.